# فوران (مركب كيميائي)
الفوران ويعرف أيضاً بالـفورفوران هو مركب عضوي له الصيغة C4H4O ، وهو من المركبات العطرية الحلقية غير المتجانسة، تتألف بنيته من حلقة خماسية غير مشبعة حاوية على ذرة أكسجين.

## الخواص
- الفوران مركب عطري (أروماتي)، لديه ستة إلكترونات من النمط باي π ، أربعة منها للرابطتين المضاعفتين والاثنان الباقيان هما الزوج الإلكتروني لذرة الأكسجين، فهو يحقق قاعدة هوكل.

- الفوران مركب متطاير حيث أن لديه ضغط بخار مرتفع، لذا درجة غليانه منخفضة 32 °س فقط. له رائحة تشبه رائحة الكلوروفورم.
- الفوران ضعيف الانحلال في الماء لكنه ينحل في أغلب المحلات العضوية الأخرى.

## التحضير
- يحضر من الفورفورال بالأكسدة، من ثم تنزع مجموعة الكربوكسيل من حمض الفوران-2 الكربوكسيلي.

## الاستخدامات
- تجرى عملية هدرجة للفوران من أجل تحضير رباعي هيدرو الفوران المستخدم بكثرة كمذيب.

## اقرأ أيضاً
- ديوكسولان
- فورازان
- أرسول
- فوسفول